# Nati nel 1739
| Questa pagina contiene informazioni ricavate automaticamente dalle voci biografiche con l'ausilio del template Bio e di un bot. L'aggiornamento è periodico e automatico e ricostruisce completamente la pagina. Se manca una persona in questa lista, sei pregato di non aggiungerla, ma accertati piuttosto che la sua voce biografica contenga il template Bio e che i dati anagrafici siano correttamente compilati. Se il template Bio manca, inseriscilo tu stesso o, in alternativa, metti l'avviso {{tmp\|Bio}} che ne segnala la mancanza. Se i dati riportati sono sbagliati, correggi direttamente la voce biografica; le modifiche saranno visibili in questa lista entro pochi giorni. Per chiarimenti vedi il progetto biografie. La lista contiene solo le 152 persone che sono citate nell'enciclopedia e per le quali è stato implementato correttamente il template Bio. Pagina aggiornata al 27 gen 2025. |

## Gennaio(9)
- 4 gennaio - Giovanni Bellavite, scultore italiano († 1821)
- 5 gennaio - Karl von Zinzendorf, politico austriaco († 1813)
- 17 gennaio - Johann Christian Daniel von Schreber, entomologo e naturalista tedesco († 1810)
- 19 gennaio - Joseph Bonomi il Vecchio, architetto italiano († 1808)
- 24 gennaio - Jean Nicolas Houchard, generale francese († 1793)
- 26 gennaio - Charles François Dumouriez, generale francese († 1823)
- 26 gennaio - George Spencer, IV duca di Marlborough, nobile, politico e militare inglese († 1817)
- 27 gennaio - Jean-Chrysostome de Villaret, vescovo cattolico francese († 1824)
- 31 gennaio - Alessio Tulli, patriota e storico italiano († 1799)

## Febbraio(6)
- 13 febbraio - Charles Erskine of Kellie, cardinale italiano († 1811)
- 15 febbraio - Alexandre-Théodore Brongniart, architetto francese († 1813)
- 15 febbraio - Charles-Henri Sanson, boia francese († 1806)
- 19 febbraio - Giovanni Battista Dall'Olio, musicologo, liutaio e organista italiano († 1823)
- 23 febbraio - Peter Adolf Hall, pittore svedese († 1793)
- 25 febbraio - Johann Rudolf Meyer, imprenditore svizzero († 1813)

## Marzo(11)
- 2 marzo - Domenico Spinucci, cardinale e arcivescovo cattolico italiano († 1823)
- 6 marzo - Jean-François Heurtier, architetto francese († 1822)
- 7 marzo - John Howard, XV conte di Suffolk, nobile e militare britannico († 1820)
- 12 marzo - Josefa de los Dolores Peña y Lillo Barbosa, religiosa e scrittrice cilena († 1823)
- 16 marzo - George Clymer, politico statunitense († 1813)
- 19 marzo - Charles-François Lebrun, politico francese († 1824)
- 20 marzo - Maria Giuseppa di Baviera († 1767)
- 24 marzo - Christian Friedrich Daniel Schubart, poeta, scrittore e compositore tedesco († 1791)
- 25 marzo - Edoardo Augusto di Hannover, principe inglese († 1767)
- 29 marzo - Giovanni Battista Pasinato, religioso, fisico e botanico italiano († 1800)
- 30 marzo - Dominik Andreas von Kaunitz-Rietberg-Questenberg, diplomatico e politico austriaco († 1812)

## Aprile(11)
- 2 aprile - Camillo Marcolini-Ferretti, nobile italiano († 1814)
- 5 aprile - Philemon Dickinson, politico e generale statunitense († 1809)
- 7 aprile - Mattia Stabingher, compositore e flautista italiano († 1815)
- 9 aprile - Bernardino da Ucria, botanico italiano († 1796)
- 9 aprile - Bernardino Marin, vescovo cattolico italiano († 1817)
- 10 aprile - Domenico Cirillo, patologo, entomologo e botanico italiano († 1799)
- 15 aprile - Antonio Brianti, architetto italiano († 1787)
- 20 aprile - William Bartram, naturalista, botanico e esploratore statunitense († 1823)
- 20 aprile - Friedrich von Hotze, generale svizzero († 1799)
- 24 aprile - Lodovico Bolognini, architetto italiano († 1816)
- 25 aprile - Jacopo Riguccio Galluzzi, storico italiano († 1801)

## Maggio(9)
- 1º maggio - Filippo Campanelli, cardinale italiano († 1795)
- 1º maggio - Carlo Luigi Costantini, politico italiano († 1799)
- 8 maggio - Jean-Michel Venture de Paradis, orientalista francese († 1799)
- 10 maggio - John Thomas Troy, arcivescovo cattolico irlandese († 1823)
- 12 maggio - Jan Křtitel Vaňhal, compositore ceco († 1813)
- 14 maggio - Paine Wingate, politico statunitense († 1838)
- 16 maggio - Henry Howard, XII conte di Suffolk, nobile e politico inglese († 1779)
- 20 maggio - Girolamo Luigi Durazzo, politico italiano († 1809)
- 27 maggio - François Ignace Ervoil d'Oyré, generale francese († 1799)

## Giugno(8)
- 4 giugno - Johann Beckmann, scienziato e docente tedesco († 1811)
- 13 giugno - Arthur Chichester, I marchese di Donegall, politico irlandese († 1799)
- 15 giugno - Pietro Moscati, medico, anatomista e politico italiano († 1824)
- 16 giugno - Annibale de Leo, arcivescovo cattolico italiano († 1814)
- 17 giugno - Ermenegildo Pini, matematico, naturalista e architetto italiano († 1825)
- 19 giugno - Giuseppe Maria Terreni, pittore italiano († 1811)
- 19 giugno - Helfrich Bernhard Wenck, educatore e storico tedesco († 1803)
- 24 giugno - Gabriel de Avilés, ufficiale spagnolo († 1810)

## Luglio(6)
- 6 luglio - Georges Jacob, ebanista francese († 1814)
- 6 luglio - Carlo Giuseppe Pistone, vescovo cattolico italiano († 1795)
- 23 luglio - Liborio Coccetti, pittore italiano († 1816)
- 25 luglio - Jacopo Durandi, giurista, drammaturgo e storico italiano († 1817)
- 25 luglio - Erik Prosperin, astronomo, matematico e fisico svedese († 1803)
- 26 luglio - George Clinton, militare e politico statunitense († 1812)

## Agosto(15)
- 2 agosto - Pietro Nizzati di Boyon, avvocato italiano († 1817)
- 6 agosto - Marc-Théodore Bourrit, scrittore e alpinista svizzero († 1819)
- 8 agosto - Sante Cattaneo, pittore italiano († 1819)
- 9 agosto - Lorenzo Pignotti, poeta e storico italiano († 1812)
- 9 agosto - Leopold Lorenz von Strassoldo, militare italiano († 1809)
- 10 agosto - Peder Aadnes, pittore norvegese († 1792)
- 13 agosto - Elizaveta Romanovna Voroncova, nobildonna russa († 1792)
- 18 agosto - Cornelis de Pauw, filosofo e geografo olandese († 1799)
- 20 agosto - Ludwig Cavriani, funzionario austriaco († 1799)
- 21 agosto - Mariano Salvador Maella, pittore spagnolo († 1819)
- 27 agosto - Giambattista Guatteri, botanico italiano († 1793)
- 28 agosto - Agostino Accorimboni, compositore italiano († 1818)
- 28 agosto - Giuseppe Zola, teologo, storico e bibliotecario italiano († 1806)
- 30 agosto - George Mathews, politico, generale e agente segreto statunitense († 1812)
- 31 agosto - Johann Augustus Eberhard, teologo e filosofo tedesco († 1809)

## Settembre(15)
- 2 settembre - Simone Cantoni, architetto svizzero († 1818)
- 5 settembre - Vincenzo Greco, vescovo cattolico italiano († 1806)
- 8 settembre - Giambattista Verci, scrittore e storico italiano († 1795)
- 9 settembre - Gioacchino Maria Adami, politico italiano († 1815)
- 9 settembre - Donnino Ferrari, architetto italiano († 1817)
- 15 settembre - Juan de Villanueva, architetto spagnolo († 1811)
- 17 settembre - Giovanni Francesco Fromond, fisico italiano († 1785)
- 17 settembre - John Rutledge, politico statunitense († 1800)
- 20 settembre - Dar'ja Petrovna Černyšëva, nobildonna russa († 1802)
- 20 settembre - Nicolas de Launay, incisore francese († 1792)
- 21 settembre - Maria Dorotea di Braganza, principessa portoghese († 1771)
- 24 settembre - Grigorij Aleksandrovič Potëmkin, militare e politico russo († 1791)
- 27 settembre - Francis Russell, marchese di Tavistock, politico britannico († 1767)
- 27 settembre - Robert Stewart, I marchese di Londonderry, politico irlandese († 1821)
- 28 settembre - Clemente Venceslao di Sassonia, arcivescovo cattolico tedesco († 1812)

## Ottobre(11)
- 7 ottobre - Luigi Angeli, medico e scrittore italiano († 1829)
- 14 ottobre - Giuseppe Gori, scultore italiano († 1815)
- 15 ottobre - Wenzel Joseph von Colloredo, generale austriaco († 1822)
- 15 ottobre - Antonio Maria Jaci, presbitero, matematico e astronomo italiano († 1815)
- 17 ottobre - Anne-Pierre de Montesquiou-Fézensac, generale e politico francese († 1798)
- 18 ottobre - Johann Ludwig Christ, naturalista e entomologo tedesco († 1813)
- 24 ottobre - Anna Amalia di Brunswick-Wolfenbüttel, nobile tedesca († 1807)
- 26 ottobre - Jean de Noailles, nobile e scienziato francese († 1824)
- 28 ottobre - Maximilian Prokop von Toerring-Jettenbach, vescovo cattolico tedesco († 1789)
- 30 ottobre - Alphonse-Hubert de Latier de Bayane, cardinale francese († 1818)
- 31 ottobre - James Craig, architetto e urbanista scozzese († 1795)

## Novembre(8)
- 2 novembre - Carl Ditters von Dittersdorf, compositore e violinista austriaco († 1799)
- 5 novembre - Hugh Montgomerie, XII conte di Eglinton, nobile, politico e compositore scozzese († 1819)
- 8 novembre - Antoine Bruni d'Entrecasteaux, ammiraglio e esploratore francese († 1793)
- 14 novembre - William Hewson, anatomista britannico († 1774)
- 16 novembre - Marc-Antoine Désaugiers, compositore francese († 1793)
- 19 novembre - François Claude de Bouillé, generale francese († 1800)
- 20 novembre - Jean-François de La Harpe, scrittore, critico letterario e poeta francese († 1803)
- 25 novembre - Giambattista Gherardo d'Arco, economista e letterato italiano († 1791)

## Dicembre(6)
- 7 dicembre - Anna Aleksandrovna Stroganova, nobildonna russa († 1816)
- 7 dicembre - Johann Georg Schlosser, scrittore tedesco († 1799)
- 9 dicembre - Ignaz Ablasser, pittore austriaco († 1799)
- 14 dicembre - Pierre Samuel Dupont de Nemours, economista e scrittore francese († 1817)
- 21 dicembre - Bernardo Fallani, architetto e ingegnere italiano († 1806)
- 28 dicembre - Giovanni Del Turco, matematico italiano († 1800)

## Senza giorno specificato(37)
- James Anderson of Hermiston, economista scozzese († 1808)
- Andrei Grigoryevich Rosenberg, militare russo († 1813)
- Antonia Ibarra Cons, tipografa spagnola († 1805)
- Antonio de Sant'Anna Galvão, religioso e santo brasiliano († 1822)
- Giovanni Battista Bendazzoli, scultore italiano († 1812)
- Giovanni Battista Bima, organaro italiano
- Giacomo Agostino Brusco, ingegnere e cartografo italiano († 1817)
- Antoine Cardon, pittore e incisore belga († 1822)
- Jean Chalgrin, architetto francese († 1811)
- Antonio Concioli, pittore italiano († 1820)
- Suzanne Curchod,  svizzera († 1794)
- David Dale, imprenditore scozzese († 1806)
- Margherita Dalmet,  italiana († 1817)
- Antonio De Boni, architetto italiano († 1811)
- José Manuel de Ezpeleta, ufficiale e politico spagnolo († 1823)
- Domenico Maria Federici, religioso e storico italiano († 1808)
- Joseph Fuos, pastore protestante e scrittore tedesco († 1811)
- Jean-Louis Gouttes, giurista francese († 1794)
- Belsazar Hacquet, medico e scienziato austriaco († 1815)
- Zachary Hickes, esploratore britannico († 1771)
- Kim Man-deok, imprenditrice coreana († 1812)
- Pietro Labruzzi, pittore italiano († 1805)
- Joseph Legros, tenore francese († 1793)
- Antonio Manno, pittore italiano († 1810)
- David Mathews, politico e avvocato statunitense († 1800)
- Hyde Parker, ammiraglio britannico († 1807)
- Roger Payne, editore inglese († 1797)
- Marija Perekusichina, nobile e scrittrice russa († 1824)
- Maurizio Pipino, medico e scrittore italiano († 1788)
- Henrik Gabriel Portham, scrittore e linguista finlandese († 1804)
- Friedrich Wilhelm Rust, compositore, pianista e violinista tedesco († 1796)
- Andrea Saraceno, nobile italiano († 1829)
- Charles Scott, generale e politico statunitense († 1813)
- Carlo Vanvitelli, architetto e ingegnere italiano († 1821)
- Martha White, nobildonna inglese († 1810)
- Petronio Zecchini, anatomista italiano († 1793)
- Twm o'r Nant, poeta e drammaturgo gallese († 1810)